# Sačchere

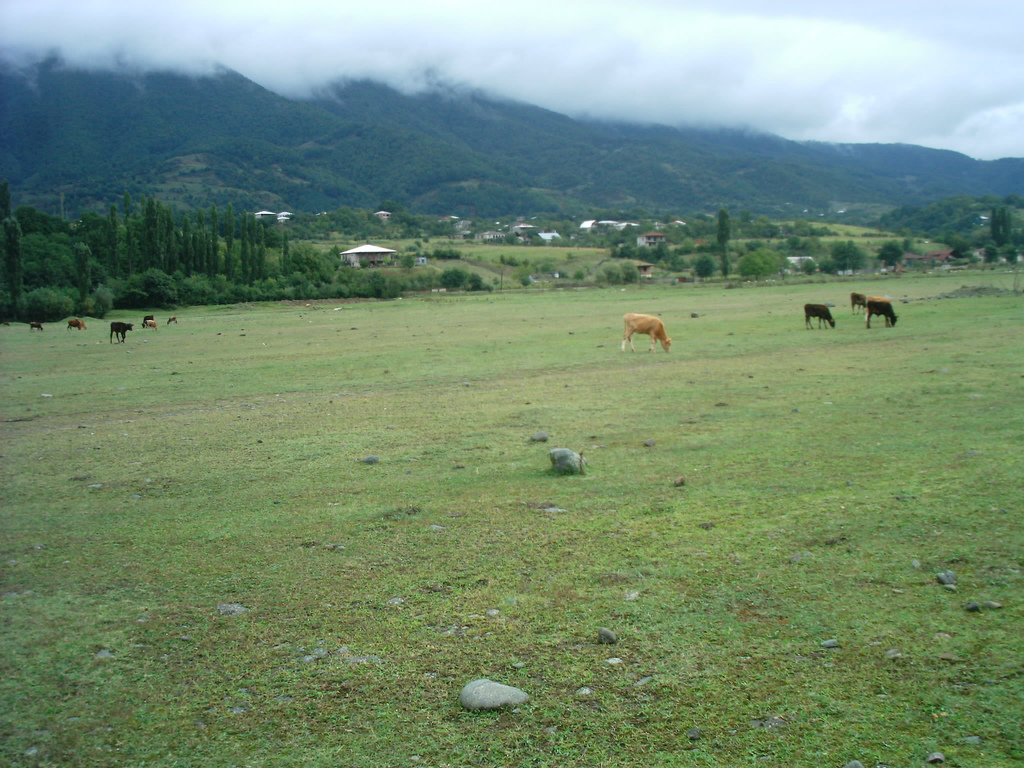
Sačchere, bývalá přistávací plocha

Sačchere (gruzínsky: საჩხერე) je gruzínské městečko v severozápadním cípu gruzínského regionu Imeretie. Vzniklo teprve v roce 1964. Do této doby to byla pouze nevýznamná vesnická osada. V roce 2014 zde žilo 6140 obyvatel.
Městem protéká řeka Kvirila, která se u Zestaponi vlévá do řeky Rioni. V Sačchere končí jedna z větví železniční tratě linky Samtredia - Tbilisi, která začíná v Zestaponi.

## Sport
- FC Čichura Sačchere - fotbalový klub